# Fritz Kiersch
Fritz Kiersch, né en 1951 à Alpine, Texas, est un réalisateur américain. Il a quelquefois utilisé le pseudonyme Alan Smithee.

## Biographie
Fritz Kiersch a commencé comme assistant du caméraman sur des publicités télévisées. Il a ensuite été assistant du réalisateur et gérant de la production avant d'être lui-même producteur et réalisateur.

## Filmographie

### Comme réalisateur

#### Cinéma
- 1984 : Les Démons du maïs (Children of the Corn, autre titre : Horror Kid)
- 1985 : Quartier chaud (Tuff Turf)
- 1987 : Winners Take All
- 1988 : Gor
- 1989 : Under the Boardwalk
- 1992 : Into the Sun
- 1995 : The Stranger
- 1997 : Crayola Kids Adventures: Tales of Gulliver's Travels
- 2006 : Surveillance
- 2006  : The Hunt

#### Télévision
- 1990 : Swamp Thing (série télévisée)
  - Fatal Charm (téléfilm) (comme Alan Smithee)
- 1994 : Shattered Image (téléfilm)

### Comme scénariste
- 2006 : The Hunt